# 曾聯松

曾聯松が設計した中華人民共和国の国旗の最初のデザイン

曾 聯松（チェン　ランソン、拼音：Zēng Lián-sōng、1917年12月17日 - 1949年10月19日）は、中華人民共和国の国旗をデザインした人物である。浙江省瑞安県の出身。
1936年に、国立中央大学（1949年に大陸で南京大学と改名し、1962年に台湾で復活している）の経済学部に入学した。後に抗日救亡連合会に参加し、革命に身を投じた。かつて、上海市の政治協商会議の常任委員・経済学者・芸術家を務めていた。

## 学部リンク
- 上海：「五星紅旗」の父、曾聯松氏の銅像が登場